# Campsicnemus varipes
Campsicnemus varipes är en tvåvingeart som beskrevs av Friedrich Hermann Loew 1859. Campsicnemus varipes ingår i släktet Campsicnemus och familjen styltflugor. Inga underarter finns listade i Catalogue of Life.